# Монтеккьо
Монтеккьо (італ. Montecchio) — муніципалітет в Італії, у регіоні Умбрія,  провінція Терні.
Монтеккьо розташоване на відстані близько 90 км на північ від Рима, 55 км на південь від Перуджі, 32 км на захід від Терні.
Населення — 1683 особи (2014).

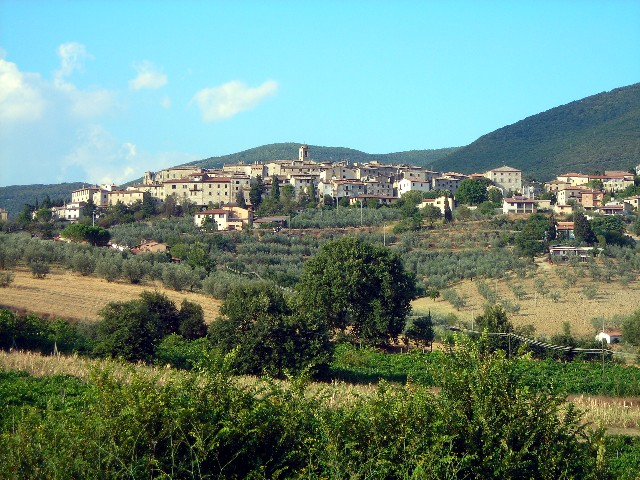

Щорічний фестиваль відбувається 20 травня. Покровитель — San Bernardino.

## Демографія
Населення за роками:

Станом на 1 січня 2023 року в муніципалітеті офіційно проживали 152 іноземці з 31 країни, серед них 44 громадяни країн Євросоюзу та 4 громадяни України.

## Сусідні муніципалітети
- Авільяно-Умбро
- Баскі
- Чивітелла-д'Альяно
- Гуардеа
- Орв'єто
- Тоді